# دانيال تودور
دانيال تودور (بالرومانية: Daniel Tudor)‏ (1 يونيو 1974 في رومانيا - ) هو لاعب كرة قدم روماني في مركز حراسة المرمى. لعب مع أونيريا أورزيتشيني ودينامو بوخارست ونادي مول فيدي ويو تي أي أراد ويونيفرسيتاتيا كرايوفا وCSM Flacăra Moreni ‏ وASC Daco-Getica București ‏ وAFC Rocar București ‏ ونادي فارول كونستانتسا.

## وصلات خارجية
- دانيال تودور على موقع قاعدة بيانات كرة القدم.إي يو (الإنجليزية)
- دانيال تودور على موقع Soccerway.com (الإنجليزية)
- دانيال تودور على موقع عالم كرة القدم.نت (الإنجليزية)